# Tulio Varón
Tulio Varón, conocido bajo el alias de «El machetero» (Doima, Piedras; 1860-Ibagué; 21 de septiembre de 1901) fue uno de los guerrilleros liberales de la Guerra de los Mil Días en Colombia. 

## Biografía
Estudió en el Colegio San Simón de Ibagué, estuvo presente en las contiendas militares de 1876 y 1895. Desde el inicio de la guerra ascendió rápidamente en los rangos de las tropas liberales del Tolima hasta llegar al grado de General de las fuerzas revolucionarias liberales, que defendieron de los ataques de los conservadores en la Guerra de los mil días en el valle del Tolima que para la época llamaban “el plan del Tolima”. Obtuvo el título del machetero por una batalla en la que más de 250 soldados quedaron mutilados, luego de que las tropas de Tulio Varón usaran su táctica de guerra, que consistía en penetrar las trincheras de sus enemigos  y matar a cientos con machete. Los fragmentos históricos sostienen que la sangre alcanzaba el nivel de los tobillos y eran ríos de coagulado líquido.
Fue general del Conto (lanceros) de Caballería que hacia parte de la Columna Ibagué de los bandos liberales. Tulio Varón, contaba con algo más de 100 hombres, grupo que se había formado y robustecido en Doima, al mando de Manuel José París, pariente cercano de Tulio. Esa guerrilla se había batido constante y bravamente, su campo de operaciones se había extendido desde Doima hasta el Líbano. Los ataques de Varón se caracterizaron por tener el machete como arma para asesinar a los integrantes del ejército del gobierno tolimense. Sus actos de guerra han sido considerados como sangrientos y traicioneros al programar ataques en horas nocturnas y festividades religiosas y/o patrias. En el combate La Rusia descuartizó a más de 600 soldados y civiles con el fin de buscar una victoria sobre los Conservadores.

## Fallecimiento
Falleció en Ibagué en su tercer intento por tomar la capital del Tolima, al ser herido y abandonado por su grupo guerrillero, hecho que ocurrió en la calle 14 con quinta de esa ciudad. Su cuerpo fue desmembrado y conducido por la calle principal de Ibagué. Sus restos se encuentran en un osario en la iglesia del Carmen y tras un mármol que dice General Tulio Varón, murió por defender la Patria . Ibagué, 21 de septiembre de 1901.

## Homenajes
En su honor se erigió un busto con su imagen en el separador de la calle 15 con carrera 5.ª de Ibagué donde aparece la firma del guerrillero. 
Cuenta con otro busto en el barrio que lleva su mismo nombre en la comuna 8 de la ciudad.
Su nombre fue usado por un frente de las FARC-EP.